# Malloy Miller
Malloy M. Miller (Duenweg, 6 mei 1918 – Boston, juni 1981) is een Amerikaans componist, muziekpedagoog, dirigent en violist. 

## Levensloop
Miller studeerde muziek aan de Universiteit van Denver en behaalde aldaar zijn Bachelor of Arts. Vervolgens studeerde hij aan de Universiteit van Boston in Boston en behaalde zijn Master of Music in muziekonderwijs. Aan dezelfde universiteit promoveerde hij tot Doctor of Musical Arts; zijn compositiedocenten waren onder anderen Horace Tureman, Roy Harris en Nicholas Slonimsky, de viooldocenten waren Henry Ginsberg, Leon Sammetini en Richard Burgin. 
Als violist was hij van 1936 tot 1940 verbonden aan het Denver Symphony Orchestra en aan het orkest van de Central City Opera. Van 1940 tot 1942 was hij muziekdocent aan openbare scholen. Vervolgens werkte hij tot aan het einde van de Tweede Wereldoorlog als instructeur bij het harmonieorkest van de United States Air Force Statistical School alsook aan de Harvard Graduate School. Van 1946 tot 1953 was hij als violist verbonden aan het Pueblo Symphony Orchestra en aan het Colorado Springs Symphony Orchestra. 
In de periode van 1954 tot 1956 werkte hij als docent voor muziek aan de Universiteit van Boston. In 1956 werd hij aan deze universiteit tot professor benoemd en was vanaf 1968 geassocieerd hoofd van de School of Fine and Applied Arts aan dit instituut tot aan zijn dood. 
Hij was als gast-dirigent verbonden aan het Boston Pops Orchestra. 
Als componist schreef hij werken voor verschillende genres. Aan de Universiteit van Boston bestaat er een stichting die jaarlijks een Malloy Miller Memorial Composition Prize uitreikt. Winners van deze prijs waren onder anderen de Amerikaanse componist Joel Philip Friedman (1983), de componist David Francis Urrows (1985), de componist Stephen James (1986), de componist Arthur Levering (1988), de componist Benjamin Boone (1990), de componist Clive Davis (1994), de Taiwanese componiste Cheng-Chia Wu (1995), de Turkse componist Özkan Manav (1997), de componist Luis Javier Raul Obregon (2000), de componist Cory Hibbs (2005) en de Amerikaanse componiste Heather Gilligan (2007).

## Composities

### Werken voor orkest
- 1948 Variaties, voor orkest
- 1950 Suite, voor orkest
- 1951 Concertino, voor hobo en kamerorkest
- 1951 Tyuonyi, orkestschetsen
- 1954 Western Overture, voor orkest
- 1955 Ngoma - Invocation and Dance, voor 4 pauken en orkest
- 1956 Salute for the United States Air Force Reserve, voor orkest
- 1958-1959 Koshare - Suite uit het ballet, voor orkest
  1. Introduction
  2. Harvest
  3. Dance
  4. Eagle Dance
  5. Corn Grinding Scene
  6. Celebration Dance
- 1973 Suite uit de toneelmuziek "The Trojan Women (Trojaanse Vrouwen)", voor orkest
  1. Captured Troy
  2. The Gods
  3. The Women and the Greeks
  4. The Death of Astyanax
  5. Troy Destroyed

### Werken voor harmonieorkest
- 1951 Tyuonyi, schetsen voor harmonieorkest
- 1956 Salute for the United States Air Force Reserve, voor harmonieorkest
- 1959 Ode, voor harmonieorkest
- 1962 Ngoma - Invocation and Dance, voor 4 pauken en harmonieorkest

### Muziektheater

#### Balletten
| Voltooid in | titel   | aktes | première                                                       | libretto | choreografie |
| ----------- | ------- | ----- | -------------------------------------------------------------- | -------- | ------------ |
| 1958-1959   | Koshare |       | 4 juli 1959, Colorado Springs, Koshare Indian Dancers La Junta |          |              |

#### Toneelmuziek
- 1967 Richard III toneelmuziek voor 3 trompetten, 3 trombones, tuba, 2 pauken, 3 slagwerkers - tekst: William Shakespeare
- 1971 The Trojan Women (Trojaanse Vrouwen), toneelmuziek voor orkest voor de tragedie van Euripides

### Kamermuziek
- 1940 Legend, voor altviool en piano
- 1946 Poem, voor viool en piano
- 1956 Pastorale, voor altfluit en orgel
- 1972 Variaties, voor viool en slagwerk
- 1975 Two Movements, voor altviool, harp en slagwerk

### Werken voor slagwerk
- 1956 Prelude for Percussion - première: 3 december 1958 door Manhattan Percussion Ensemble o.l.v. Leopold Stokowski
- 1963 Two Rituals, voor slagwerk